# San Juan (El Abra)
San Juan es un municipio de quinta  categoría perteneciente a  la provincia de El Abra en la Región Administrativa de La Cordillera (RAC) situada al norte de la  República de Filipinas y de la isla de Luzón, en su interior.

## Geografía
Tiene una extensión superficial de 64.08 km² y según el censo del 2007, contaba con una población de 9.714 habitantes, 10.546 el día primero de mayo de 2010

### Ubicación
| Noroeste:Lagayan | Norte: Lagayan | Noreste: Tineg       |
| Oeste: La Paz    |                | Este: Tineg          |
| Suroeste: La Paz | Sur: Dolores   | Sureste: Lagangilang |

### Barangayes
San Juan se divide administrativamente en 19 barangayes o barrios, 13 de los cuales tienen carácter rural, mientras que los seis restantes son considerados como  urbanos.
| Barangay                   | Población (2007) | Población (2010) | Código (2012) |
| -------------------------- | ---------------- | ---------------- | ------------- |
| Abualan                    | 888              | 885              | 140122001     |
| Ba-ug                      | 1,063            | 1.1041           | 140122002     |
| Badas                      | 417              | 463              | 140122003     |
| Cabcaborao                 | 852              | 1.032            | 140122004     |
| Colabaoan                  | 262              | 295              | 140122005     |
| Culiong                    | 376              | 483              | 140122006     |
| Daoidao                    | 145              | 152              | 140122007     |
| Guimba                     | 381              | 369              | 140122008     |
| Lam-ag                     | 580              | 546              | 140122009     |
| Lumobang                   | 308              | 363              | 140122010     |
| Nangobongan                | 415              | 393              | 140122011     |
| Pattaoig                   | 153              | 122              | 140122012     |
| San Juan Norte (Población) | 858              | 980              | 140122013     |
| San Juan Sur (Población)   | 441              | 542              | 140122014     |
| Quidaoen                   | 528              | 679              | 140122015     |
| Sabangan                   | 263              | 244              | 140122016     |
| Silet                      | 489              | 495              | 140122017     |
| Supi-il                    | 643              | 680              | 140122018     |
| Tagaytay                   | 652              | 719              | 140122019     |